# Darcy Silveira dos Santos
 Darcy Silveira dos Santos, beter bekend als Canário, (Rio de Janeiro, 24 mei 1934) is een voormalig Braziliaanse voetballer, die inmiddels een genaturaliseerde Spanjaard is. Hij is de eerste Braziliaanse speler die de Europacup I kon winnen. 

## Geschiedenis
Canário begon zijn carrière bij America uit zijn thuisstad Rio de Janeiro. In het eerste seizoen werd hij vicekampioen met de club, de volgende jaren eindigden ze in de middenmoot. In 1959 maakte hij de grote oversteek en ging naar Real Madrid, op dat moment de absolute nummer één in Europa. Real was op dat moment al viervoudig winnaar van de Europacup I, een competitie die pas in 1955 begonnen was. Hij slaagde er niet in om een basisspeler te worden, maar speelde wel de finale in 1960, die gewonnen werd tegen Eintracht Frankfurt. Hij speelde ook de heenwedstrijd van de intercontinentale beker tegen Peñarol die op 0-0 eindigde, in de terugwedstrijd die Real met 5-1 won werd hij niet ingezet. Nadat hij in 1962 de overstap maakte naar Sevilla ging hij in 1963 voor Real Zaragoza spelen en werd daar een ster in de aanvalslinie die Los Magníficos genoemd werd, samen met Carlos Lapetra, Marcelino, Eleuterio Santos en Juan Manuel Villa. Met Zaragoza speelde hij vier keer de finale van de Copa del Rey en won er twee van. In 1964 won hij de Jaarbeursstedenbeker tegen Valencia en twee jaar later nog eens tegen Barcelona en deze keer scoorde hij zelfs het winnende doelpunt. 
Hij sloot zijn carrière af bij Real Mallorca in 1969 in de Spaanse tweede klasse en hielp de eilandclub nog mee promoveren. Na zijn pensioen vestigde hij zich in Zaragoza.
Hij speelde ook zeven wedstrijden voor het nationale elftal, maar kon nooit doorbreken daar omdat de bondscoaches de voorkeur gaven aan Garrincha. 